# آفرینش‌گرایی زمین کهن
آفرینش‌گرایی زمین کهن (به انگلیسی: Old Earth Creationism (OEC)) مجموعه‌ای از دیدگاه‌های الهیاتی است که انواع خاصی از آفرینش‌گرایی را در بر می‌گیرد که می‌تواند شامل آفرینش‌گرایی روز-دوره، آفرینش‌گرایی شکاف، آفرینش‌گرایی تدریجی و گاهی اوقات فرگشت خداباوری باشد.
به طور کلی، آفرینش‌گرایی زمین کهن جایگاهی بین آفرینش‌گرایی زمین جوان (YEC) و فرگشت خداباورانه (TE) دارد. برخلاف آفرینش‌گرایی زمین جوان معمولاً با اجماع علمی در مورد مسائل فیزیک، شیمی، زمین‌شناسی و سن زمین سازگارتر است. با این حال، مانند آفرینش‌گرایی زمین جوان و برخلاف فرگشت خداباورانه، برخی از اشکال آن، کلان‌فرگشت را رد می‌کنند و ادعا می‌کنند که از نظر بیولوژیکی غیرقابل دفاع است و توسط سوابق فسیلی پشتیبانی نمی‌شود، و مفهوم نسب جهانی از آخرین نیای مشترک جهانی را رد می‌کنند.
برای مدت‌های طولانی، تا سال ۱۹۶۰ خلقت‌گرایان انجیلی به خلقت‌گرایی زمین کهن پایبند بودند، تا این‌که جان سی. ویتکامب و هنری ام. موریس کتاب طوفان پیدایش را منتشر کردند که باعث شد دیدگاه خلقت‌گرایی زمین جوان برجسته شود.

## تاریخچه
آگوستین خلقت آنی را فرض کرد و روزهای سفر پیدایش را به‌صورت تمثیلی تفسیر کرد، و دیدگاه او بر گرگوری یکم، سنت بید و ایزودور سویل نیز تأثیر گذاشت. آگوستین تنها کسی نبود که روزهای پیدایش را تمثیلی می‌دانست، دیگران نیز چنین نظری داشتند: بازیل قیصریه، کلمنت اسکندریه، اوریجن و آتاناسیوس که روزهای روایت پیدایش را به‌صورت تمثیلی تفسیر می‌کردند.
سیپریان استدلال می‌کرد که هر یک از روزهای سفر پیدایش به‌طور نمادین نمایانگر ۱۰۰۰ سال از تاریخ جهان است و معتقد بود که جهان ۷۰۰۰ سال دوام خواهد آورد. ایرنئوس و ژوستین شهید با استناد به مزمور ۹۰:۴ و دوم پطرس، اظهار داشتند که روزهای پیدایش می‌تواند ۶۰۰۰ سال از تاریخ زمین را از پیش نشان دهد.
طبق گفته هیو راس ظاهراً توماس آکویناس روایت پیدایش را به‌عنوان روایت آفرینش‌گرایی زمین جوان با شش روز ۲۴ ساعته رد کرده است.
توماس چالمرز نظریه آفرینش‌گرایی شکاف را که نوعی از آفرینش‌گرایی زمین کهن است، رواج داد. علاوه بر این، کتاب مقدس مرجع اسکافیلد از آن حمایت کرد، که باعث شد این نظریه مدت بیشتری دوام بیاورد.
احتمالاً مشهورترین معتقد به خلقت‌گرایی در عصر حاضر، سیاستمدار آمریکایی، فعال ضدتکامل و دادستان دادگاه اسکوپس، ویلیام جنینگز برایان بود. برخلاف بسیاری از پیروان محافظه‌کار برایان طرفدار سرسخت کتاب مقدس با تفسیر آفرینش‌گرایی زمین جوان نبود و هیچ اعتراضی به «تکامل قبل از انسان نداشت، اما به این دلیل که امتیاز دادن به حقیقت تکامل تا انسان، استدلالی را در اختیار مخالفان ما قرار می‌دهد که آن‌ها از آن استفاده می‌کنند، یعنی اگر تکامل همه گونه‌ها را تا انسان در نظر می‌گیرد، آیا این فرض را به نفع تکامل مطرح نمی‌کند که انسان را نیز شامل شود؟» او تعریف روزها در پیدایش ۱ به‌صورت بیست و چهار ساعت را یک مغالطه پهلوان‌پنبه طرفدار تکامل می‌دانست تا حمله به خلقت‌گرایان را آسان‌تر کند و در جلسه بازجویی در دادگاه اسکوپس اعتراف کرد که جهان بسیار قدیمی‌تر از شش هزار سال است و احتمالاً هر روز خلقت بیش از بیست و چهار ساعت بوده است.
واعظ باپتیست آمریکایی و مبارز ضدتکامل، ویلیام بل رایلی، بنیانگذار انجمن جهانی بنیادهای مسیحی و اتحادیه ضدتکامل آمریکا، یکی دیگر از خلقت‌گرایان برجسته روز-دوره در نیمه اول قرن بیستم بود که در مناظره‌ای معروف با خلقت‌گرای برجسته زمین هری ریمر، از این موضع دفاع کرد.

## انواع

### آفرینش‌گرایی شکاف
آفرینش‌گرایی شکافی نوعی از آفرینش‌گرایی زمین کهن است که این باور را مطرح می‌کند که دوره آفرینش شش روزه، همانطور که در کتاب پیدایش شرح داده شده است، شامل شش روز ۲۴ ساعته بوده است، اما در آیات اول و دوم پیدایش، بین دو آفرینش مجزا، شکاف زمانی وجود داشته است که این نظریه بیان می‌کند بسیاری از مشاهدات علمی، از جمله سن زمین را توضیح می‌دهد. این دیدگاه در سال ۱۹۰۹ توسط کتاب مقدس مرجع اسکوفیلد رواج یافت.

### آفرینش‌گرایی تدریجی
آفرینش‌گرایی تدریجی، باوری مذهبی است که می‌گوید خداوند اشکال جدید حیات را به تدریج و طی صدها میلیون سال آفریده است. به عنوان شکلی از خلقت‌گرایی زمین کهن، این نظریه تخمین‌های زمین‌شناسی و کیهان‌شناسی رایج برای سن زمین و سن جهان، برخی از اصول زیست‌شناسی مانند خردفرگشت و همچنین باستان‌شناسی را برای اثبات خود می‌پذیرد. از این دیدگاه، آفرینش در انفجارهای سریعی رخ داده است که در آن انواع گیاهان و حیوانات در مراحلی که میلیون‌ها سال طول می‌کشد، ظاهر می‌شوند. پس از این انفجارها دوره‌هایی از سکون یا تعادل برای پذیرش مخلوقات جدید رخ می‌دهد. این انفجارها نمونه‌هایی از آفرینش انواع جدید موجودات زنده توسط خداوند با مداخله الهی را نشان می‌دهند. از دیدگاه باستان‌شناسی، آفرینش‌گرایی تدریجیمعتقد است که «گونه‌ها به تدریج و با دگرگونی پیوسته اجدادشان ظاهر نمی‌شوند؛ [بلکه] همه آن‌ها به یک‌باره و «کاملاً شکل‌گرفته» به‌وجود می‌آیند». بنابراین ادعا می‌شود که شواهد مربوط به کلان‌فرگشت نادرست است، اما خردفرگشت به‌عنوان یک پارامتر ژنتیکی که توسط خالق در ساختار ژنتیک طراحی شده است تا سازگاری‌های محیطی و بقا را ممکن سازد، پذیرفته شده است. عموماً طرفداران آفرینش‌گرایی تدریجی آن را به‌عنوان حد وسطی بین آفرینش‌گرایی زمین جوان و فرگشت در نظر می‌گیرند.

## رویکردهایی به پیدایش ۱
خلقت‌گرایان مسیحیِ زمینِ کهن ممکن است به روایت‌های آفرینش در کتاب پیدایش از چندین طریق مختلف بپردازند.

### تفسیر چارچوب
| روزهای آفرینش              | روزهای آفرینش                     |
| -------------------------- | --------------------------------- |
| روز اول: نور؛ روز و شب     | روز چهارم: خورشید، ماه و ستارگان  |
| روز دوم: دریا و آسمان      | روز پنجم: موجودات دریایی؛ پرندگان |
| روز سوم: زمین و پوشش گیاهی | روز ششم: موجودات خشکی؛ انسان      |

تفسیر چارچوب (یا فرضیه چارچوب) خاطرنشان می‌کند که یک الگو یا «چارچوب» در روایت پیدایش وجود دارد و به همین دلیل ممکن است این روایت به‌عنوان یک گزارش دقیق زمانی از آفرینش در نظر گرفته نشده باشد. این دیدگاه به اندازه کافی گسترده است که طرفداران سایر دیدگاه‌های زمین کهن (مانند بسیاری از خلقت‌گرایان روز-دوره) با بسیاری از نکات کلیدی مطرح‌شده در این فرضیه مشکلی ندارند، اگرچه ممکن است معتقد باشند که درجه خاصی از گاه‌شماری در آن وجود دارد.

### آفرینش‌گرایی روز-دوره
آفرینش‌گراییِ روز-دوره تلاشی است برای تطبیق روایت آفرینش‌گرایی زمین جوان پیدایش از آفرینش با نظریه‌های علمی مدرن در مورد سن جهان، زمین، حیات و انسان‌ها. این نظریه معتقد است که شش روزی که در روایت پیدایش از خلقت به آن‌ها اشاره شده، روزهای معمولی ۲۴ ساعته نیستند، بلکه دوره‌های بسیار طولانی‌تری (هزاران یا میلیون‌ها سال) هستند. سپس روایت پیدایش به‌عنوان روایتی از فرآیند فرگشت کیهانی تفسیر می‌شود و مبنای گسترده‌ای را فراهم می‌کند که بر اساس آن می‌توان نظریه‌ها و تفسیرهای بی‌شماری را بنا کرد. طرفداران نظریه روز-دوره را می‌توان در میان تکامل‌گرایان خداباور و آفرینش‌گرایان تدریجی یافت.
نظریه روز-دوره تلاش می‌کند تا این دیدگاه‌ها را با این استدلال که روزهای خلقت، روزهای معمولی ۲۴ ساعته نبودند، بلکه در واقع برای مدت زمان طولانی ادامه داشتند - یا همان‌طور که از نام این نظریه پیداست: هر یک از «روزها» به اندازه یک دوره طول کشیده‌اند - پیوند دهد. بیشتر طرفداران نظریه آفرینش زمین کهن معتقدند که شش روزی که در روایت خلقت در کتاب پیدایش به آن‌ها اشاره شده، روزهای معمولی ۲۴ ساعته نیستند، زیرا کلمه عبری «روز» (یوم) در این متن می‌تواند به‌معنای یک دوره زمانی طولانی (هزاران یا میلیون‌ها سال) به‌جای یک روز ۲۴ ساعته تفسیر شود. بر اساس این دیدگاه، توالی و مدت زمان روزهای خلقت، نمایانگر یا نمادی از توالی و مدت زمان وقایعی است که دانشمندان وقوع آن‌ها را نظریه‌پردازی می‌کنند، به‌طوری که می‌توان سفر پیدایش را به‌عنوان خلاصه‌ای از علم مدرن خواند که برای استفاده انسان‌های پیشاعلمی ساده‌سازی شده است.

### زمان کیهانی
جرالد شرودر دیدگاهی را مطرح می‌کند که روزهای خلقت ۲۴ ساعته را با عمر میلیاردها سال برای جهان تطبیق می‌دهد، همان‌طور که فیلیپ ای. جانسون خلقت‌گرا در مقاله خود با عنوان «نیوتن چه می‌کرد؟» خلاصه می‌کند: «کتاب مقدس از دیدگاه جهان به‌عنوان یک کل، که شرودر آن را به‌معنای لحظه «محصور شدن کوارک» تفسیر می‌کند، زمانی که ماده پایدار از انرژی در اوایل ثانیه اول انفجار بزرگ تشکیل شد.» شرودر محاسبه می‌کند که یک دوره شش روزه تحت شرایط حبس کوارک، زمانی که جهان تقریباً یک تریلیون برابر کوچک‌تر و داغ‌تر از امروز بود، برابر با پانزده میلیارد سال زمان زمینی امروز است. همه این‌ها به‌دلیل انبساط فضا پس از محصور شدن کوارک است. بنابراین پیدایش و فیزیک مدرن با هم سازگار می‌شوند. با این حال شرودر در کتاب پیشین خود، پیدایش و بیگ بنگ بیان می‌کند که زمین و منظومه شمسی حدود «۴.۵ تا ۵ میلیارد سال» قدمت دارند و همچنین در کتاب بعدی خود، علم خدا بیان می‌کند که خورشید ۴.۶ میلیارد سال قدمت دارد.

## طوفان کتاب مقدس
برخی از معتقدان به آفرینش زمین کهن زمین‌شناسی طوفان نوح را رد می‌کنند، موضعی که آن‌ها را در معرض اتهاماتی قرار می‌دهد مبنی بر این‌که بدین ترتیب، خطاناپذیری کتاب مقدس (که بیان می‌کند طوفان پیدایش کل زمین را فرا گرفته است) را رد می‌کنند. در پاسخ، معتقدان به آفرینش زمین کهن به آیاتی از کتاب مقدس استناد می‌کنند که در آن‌ها کلمات «کل» و «همه» به وضوح نیاز به تفسیر زمینه‌ای دارند. آفرینش‌گرایان زمین کهن عموماً معتقدند که نژاد بشر در زمان طوفان پیدایش در اطراف خاورمیانه مستقر بوده است، موضعی که با نظریه خروج از آفریقا در تضاد است.